# Operación Irma
La Operación Irma fue el nombre asignado a una serie de puentes aéreos cuyo objetivo era la evacuación de civiles heridos de Bosnia y Herzegovina durante el asedio de Sarajevo. Los puentes aéreos fueron iniciados después de que una niña de cinco años de edad, Irma Hadzimuratovic, fuera herida y atrajera la atención de la prensa internacional. 
La operación permitió la evacuación de cientos de heridos durante la segunda mitad de 1993; sin embargo, fue objeto de gran controversia con respecto a su escala, los criterios de selección de quienes serían evacuados y las motivaciones de los gobiernos de Europa Occidental y de la prensa que inspiraron tal movilización.

## Caso de Irma Hadzimuratovic

### Asedio de Sarajevo

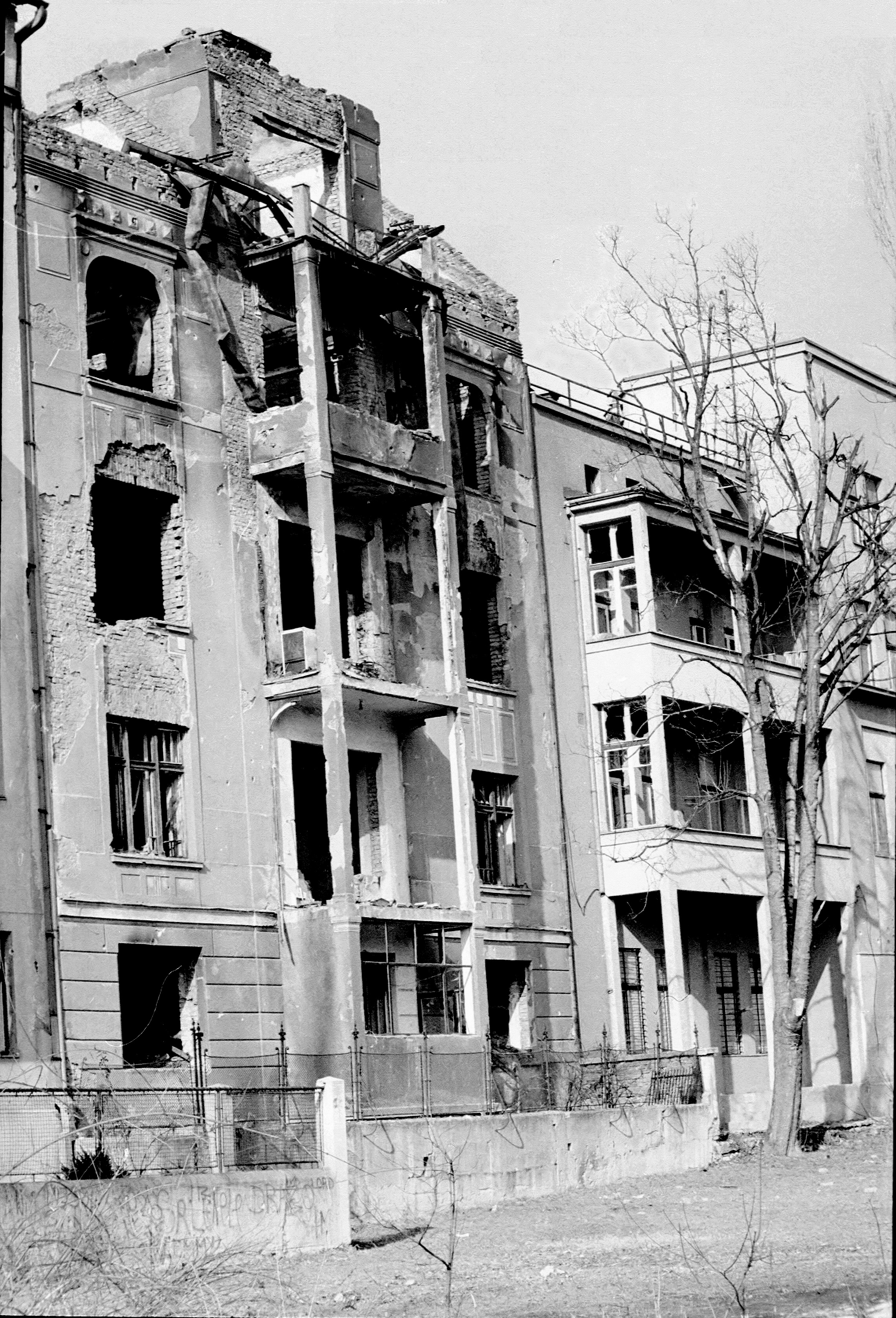
Edificios destruidos en Sarajevo.

La guerra de Bosnia estalló en marzo de 1992, después de la declaración de independencia de Bosnia-Herzegovina de la antigua República Federal Socialista de Yugoslavia. En abril del mismo año, fuerzas serbias de la República Srpska y del Ejército Popular Yugoslavo tomaron posiciones en las áreas que rodeaban la capital bosnia de Sarajevo, con lo cual dieron inicio al asedio más largo de la guerra moderna, cuya duración se prolongó por cuatro años.
El asedio se caracterizó por el fuego de mortero y bombardeos dirigidos a los edificios e infraestructura de la ciudad, así como a los residentes civiles de Sarajevo. Entre el inicio del asedio y noviembre de 1992, un promedio de ocho personas perecieron y 44 fueron heridas en Sarajevo cada día.

### Julio de 1993
El 30 de julio de 1993, un proyectil de mortero disparado por tropas serbobosnias alcanzó el mercado de Sarajevo, hirió a la niña de cinco años de edad Irma Hadzimuratovic y mató a otras quince personas, incluyendo a Elvira Hadzimuratovic, madre de la niña. El hospital abarrotado de Kosevo en Sarajevo fue incapaz de proporcionar tratamiento adecuado para las heridas en la espina dorsal, cabeza y abdomen de Hazimuratovic, quien desarrolló una meningitis bacteriana. Edo Jaganjac, el cirujano que trataba a Hazimuratovic, intentó infructuosamente evacuarla en un vuelo de apoyo de la ONU. Al fracasar en su cometido, recurrió a distribuir la fotografía de la niña entre los periodistas extranjeros en Sarajevo. Varios reporteros recogieron la historia de Irma y le dieron una amplia cobertura mediática en la prensa internacional, especialmente, en el Reino Unido.
En la noche del sábado 8 de agosto, la BBC cubrió ampliamente la noticia sobre las lesiones sufridas por Irma. El 9 de agosto de 1993, el primer ministro del Reino Unido, John Major, intervino personalmente, al despachar un Hercules de la Royal Air Force para trasladar a Irma al Great Ormond Street Hospital de Londres.

### Inicio de la «Operación Irma»
En los días y meses siguientes, docenas de bosnios fueron evacuados bajo un programa que los medios británicos denominaron «Operación Irma». Desde el 9 de agosto y durante los siguientes siete días, cuarenta y una personas fueron evacuadas de Sarajevo. Posteriormente, se informó que cientos de personas fueron evacuadas bajo esta operación. Otros países, incluyendo a Suecia e Irlanda, organizaron más puentes aéreos; mientras que la República Checa, Finlandia, Francia, Italia, Noruega y Polonia pusieron a disposición camas de hospitales.

## Reacción y crítica
Aunque la Operación Irma fue ampliamente difundida y se informó en septiembre de 1993 que había recaudado un millón de libras esterlinas en donaciones para evacuar a los heridos de Sarajevo, también atrajo varias críticas. Estas se centraron en el alcance limitado de la operación; las motivaciones de la prensa británica y los gobiernos extranjeros en establecer los puentes aéreos; la dedicación de recursos a la evacuación en lugar de proveer material de apoyo para los servicios médicos locales; y el tema más amplio de la posición del Reino Unido con respecto a la guerra de Bosnia.

### Críticas sobre la extensión de la ayuda
Algunas críticas se centraron en las pequeñas cantidades de personas evacuadas por medio de esta operación. Durante todo el mes de agosto de 1993, la violencia en Bosnia se cobró la vida de un promedio de tres niños al día y miles de otros fueron heridos o quedaron sin hogar. Entre el inicio del asedio el 5 de abril de 1992 y los primeros puentes aéreos bajo la «Operación Irma», el Alto Comisionado de las Naciones Unidas para los Refugiados había aprobado la evacuación médica de solo 200 de los 50.000 pacientes críticos de Sarajevo. La presión de los medios británicos había provocado que, para el 15 de agosto, se ofrecieran 1250 camas de hospital en 17 países. A pesar de que ello significó un gran incremento sobre las ofertas iniciales de ayuda, el total alcanzado fue eclipsado por el estimado de 39.000 niños en toda Bosnia que requerían tratamiento hospitalario.

### El argumento del «supermercado»
Además de la escala de la respuesta, los críticos cuestionaron el criterio con el cual eran seleccionados los pacientes para ser evacuados. Al principio, el Reino Unido fue criticado por su decisión de incluir solamente a niños en los transportes, mientras decenas de miles de adultos permanecían heridos en la ciudad. Sylvana Foa, portavoz del Alto Comisionado de las Naciones Unidas para los Refugiados, comentó que Sarajevo no debía ser considerado como un «supermercado» de refugiados potenciales, fotogénicos y se preguntó «¿Esto significa que Gran Bretaña solo quiere ayudar a los niños? ¿Quizás solo quiere niños menores de 6 años o niños rubios o de ojos azules?»
Patrick Peillod, director del comité de evacuación médica de las Naciones Unidas, declaró que el Reino Unido había tratado a los niños bosnios «como animales en un zoológico» y que estaba tratando de escoger y elegir evacuados para seguir una agenda de relaciones públicas. Cuando el gobierno revisó este enfoque e incluyó adultos en los vuelos fuera de la ciudad, se alegó que había combatientes heridos entre aquellos evacuados por el Reino Unido, Suecia e Italia y que los pacientes habían pagado sobornos para ser incluidos en los transportes.
El 9 de agosto, el ministro de Asuntos Exteriores británico, Douglas Hurd, respondió que, aunque la operación evacuaría relativamente pocos heridos de la ciudad, aun así era un beneficio: «Que no se pueda ayudar a todos no significa que no deba ayudarse a nadie». Asimismo, Sylvana Foa reconoció más tarde que después de meses de indiferencia de Europa Occidental hacia la guerra en la ex Yugoslavia, la solidaridad pública inspirada por el caso de Irma era «como un día después de la noche».

### Críticas al gobierno británico y a la prensa

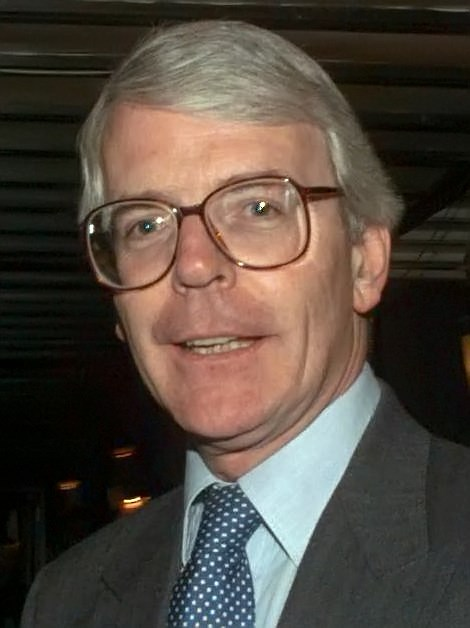
Primer ministro del Reino Unido John Major, arquitecto de la «Operación Irma», fotografiado en Sarajevo en 1995.

Más allá de los problemas de la escala y la selección, se cuestionaron las motivaciones tanto de la prensa británica como del gobierno en la difusión del caso de Hadzimuratovic y, luego, al lanzar la «Operación Irma». Algunos críticos tildaron de hipócrita la repentina intensidad de la cobertura mediática dedicada a una sola víctima, de lo que ya era un asedio prolongado. En diciembre de 1993, otro programa de evacuación de Sarajevo, la «Operación Ángel», recibió mínima cobertura mediática en el Reino Unido y el Financial Times sugirió que tales historias de interés humano capturan la imaginación popular solo durante el verano británico, la denominada silly season (literalmente, «temporada tonta»), cuando el Parlamento está en receso. Susan Douglas, en la edición de octubre de 1993 de la revista estadounidense The Progressive, afirmó que los periódicos británicos se habían permitido «un concurso macabro para ver quién informaba mejor sobre la condición de Irma y usar su evacuación para calmar la conciencia británica por mantenerse alejados de la carnicería en Bosnia».
La puesta en marcha de la «Operación Irma» fue ampliamente retratada como una respuesta directa del gobierno británico al nivel del interés de la prensa. Los propios rescatistas bromeaban que la «Operación IRMA» era un acrónimo para Instant Response to Media Attention («Respuesta Instantánea a la Atención de los Medios»). Posteriormente, una publicación del Consejo de Europa señaló que los gobiernos europeos habían sido criticados por considerar el ejercicio «más relacionado con una operación política y mediática que con ayuda humanitaria». La misión también recibió algunas críticas en la prensa británica: Mark Lawson en The Independent calificó los esfuerzos del primer ministro Major para con la misión como un «fracaso [...] para silenciar a los francotiradores hostiles» basado en un malentendido de la indecisión popular sobre Bosnia y en una falla en manejar el escepticismo de la prensa doméstica.
Mientras tanto, al interior de la ex Yugoslavia, la «Operación Irma» era considerada como una evidencia de que el gobierno británico había tomado partido en el conflicto, al favorecer a los musulmanes bosnios por sobre los croatas o los serbios.

### ¿Evacuación o tratamiento local?
Algunos trabajadores de ayuda humanitaria de las Naciones Unidas criticaron inmediatamente la operación, al argumentar que niños muy enfermos eran pobremente atendidos por programas que los obligaban a viajar cientos de millas. Asimismo, sostuvieron que, con costos en torno a las £100.000 por niño evacuado, el programa estaba devorando fondos que podían haber sido usados en mejorar las instalaciones y los tratamientos locales. El director del departamento de cirugía plástica del Hospital de Kosevo afirmó que «sería mucho mejor si envían las herramientas para realizar nuestros trabajos de manera adecuada a que hagan un gran espectáculo de unos cuantos siendo evacuados». Ante estas declaraciones, A.D. Redmond de la Administración de Desarrollo Exterior (predecesor del Departamento para el Desarrollo Internacional) escribió en noviembre de 1993 al British Medical Journal:
La Administración de Desarrollo Exterior ha estado en primer lugar proveyendo ayuda médica y humanitaria al pueblo de Bosnia a lo largo del conflicto [...] En algunas circunstancias, eran necesarios equipos médicos, los cuales eran solicitados y suministrados; pero en otros [casos] solo los suministros médicos son la forma más apropiada de ayuda; sin embargo, también he recibido pedidos personales de médicos a quienes conozco bien para evacuar pacientes que no podían ser tratados en Sarajevo [...] Ninguna solución será suficiente. Todos estamos intentando ayudar. 

## Consecuencias

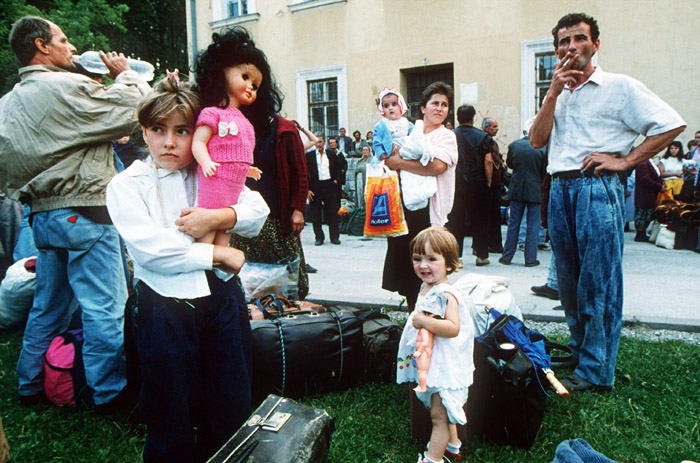
Refugiados bosnios en 1993.

Posteriormente, la cobertura mediática que rodeó la evacuación fue citada como un ejemplo de «pornografía de desastres», en análisis académicos interesados en la representación de niños, víctimas de la violencia y el desastre, de manera que reafirmen la lejanía de tales víctimas y la subjetividad de las agencias occidentales. En el mismo sentido, Dominic Strinati ha presentado el interés de la prensa en la «Operación Irma» como una evidencia de un apetito popular por noticias que asemejen la estructura y tono de las narrativas ficticias sobre la guerra: «Las películas sobre la guerra funcionan de manera más efectiva [...] al extraer los fácilmente confusos detalles contextuales de un conflicto y al centrarse en su lugar en el problema 'existencial' de la experiencia del protagonista —el problema del ser humano en circunstancias deshumanizantes— [...] Entonces, las noticias que informan —en este caso desde los Balcanes— deben competir incluso al nivel de la comprensión básica con esta forma ya establecida de entender las cosas [...] Por tanto, no debe ser sorprendente que una de las noticias más memorables en salir de Bosnia fuera la de Irma, una niña rescatada».
La operación también ha sido retratada como representativa de una tendencia en la cual la reacción pública a la cobertura mediática de los desastres dirige y da forma a la respuesta oficial del Estado, incluso precipitando la creación de políticas donde antes no existían.
Erica Burman desarrolla este tema y argumenta que Irma Hadzimuratovic se convirtió en un «centro emocional» para un público británico consternado por la actitud ambigua y cautelosa de su gobierno hacia el conflicto en Bosnia:
La ansiedad y consternación generalizadas por la inactividad del gobierno a lo largo de la crisis puede ser desviada y resuelta rescatando a un puñado de niños. En cuanto a la recuperación de un sentido de agencia (en un conflicto caracterizado por las protestas de impotencia tanto por las autoridades políticas como militares), el deseo de hacer (y ser visto haciendo) algo fue expresado y calmado con el transporte e incorporación de algunas de las necesidades y malestares al Reino Unido, donde podían ser atendidas y mejoradas.
Un libro de texto de relaciones públicas cita el episodio como un ejemplo de un «juego de negociación», en el cual varios jugadores (el UNHCR, el gobierno británico y la prensa) buscan alcanzar beneficios individuales.
A pesar de una mejoría inicial, Irma Hadzimuratovic quedó paralizada del cuello hacia abajo y requirió de un ventilador para respirar. Falleció de sepsis en el Hospital de Great Ormond Street en septiembre de 1995, tras veinte meses internada en cuidados intensivos. El forense de su investigación denominó a Irma «una víctima de la guerra».